# Buschmühle (Hagen)

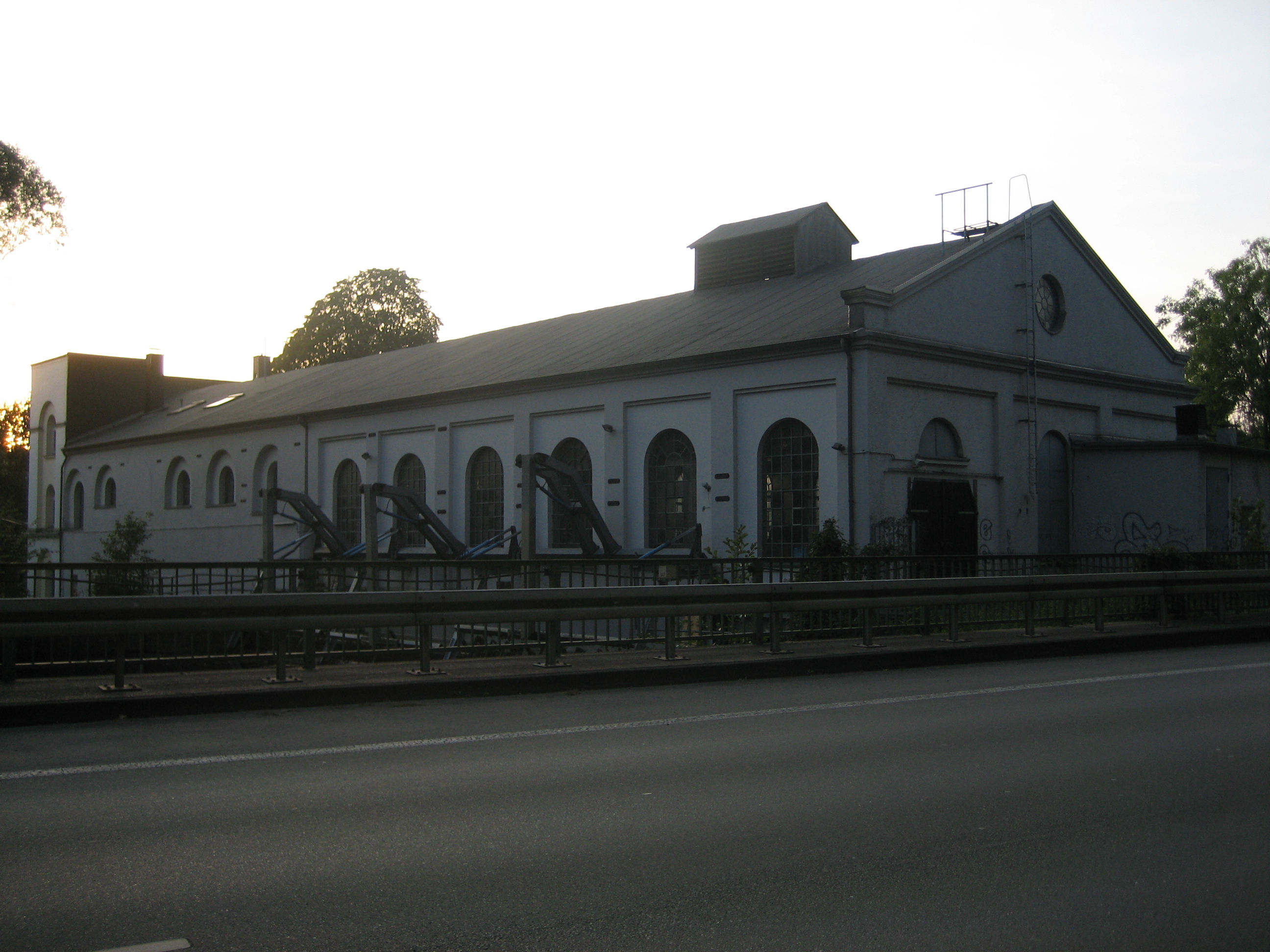
Die Buschmühle in Hagen im Jahr 2011

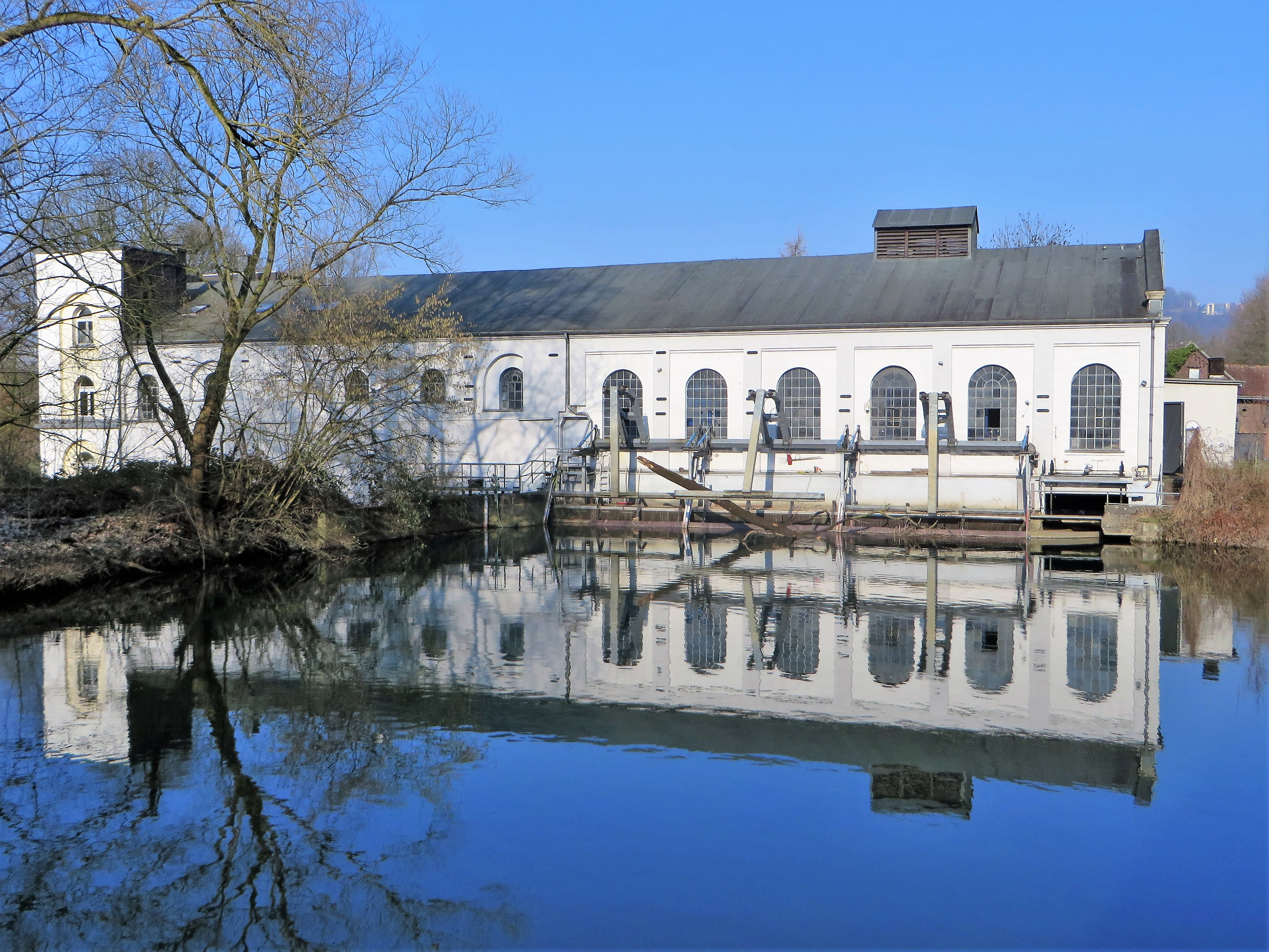
Laufwasserkraftwerk Buschmühle im Jahr 2018

Die Buschmühle ist eine ehemalige Wassermühle und heutiges Laufwasserkraftwerk in Hagen-Garenfeld.

## Geschichte
Die erste urkundliche Erwähnung der Buschmühle lässt sich auf das Jahr 1507 datieren. Die Mühle gehörte zu jener Zeit zum nahegelegenen Haus Busch, dem Sitz des Adelsgeschlechts Syberg zum Busche. Mit dem Mahlzwang waren die zugehörigen Bauern verpflichtet, ihr Korn in dieser Mühle mahlen zu lassen. Etwa um das Jahr 1700 wurde ein Herrenhaus neben der Mühle errichtet, ebenso eine Brücke über die Lenne. Im Jahr 1810 wechselt der Besitz an Haus Busch und die Mühle durch Heirat zu Ludwig von Vincke. Auch die Bediensteten der anderen von Vincke’schen Besitzungen in Hagen wurden auf dem Mühlenhof untergebracht. 1846 wurde die Mühle um eine Mehl- und Graupenfabrik erweitert.
Das alte Mühlengebäude brannte um das Jahr 1900 aus. Stattdessen wurde 1901 das noch heute bestehende Gebäude über der Lenne als Schleifmühle errichtet. Hier stellte man Holzschliff für die 1896 gegründete Papierfabrik im benachbarten Kabel her. 1925 wurde das Wasserrecht zum Bau einer Wehranlage erteilt.
Der Betrieb der Mühle wurde Mitte der 1950er Jahre eingestellt, danach stand der Betrieb lange Zeit leer. Seit den 1980er Jahren ist die alte Mühle, als Laufwasserkraftwerk umgebaut, wieder in Betrieb.
Neben dem eigentlichen Mühlengebäude gehören noch ein Wohn- und Bürogebäude sowie ein Doppelhaus aus Backstein zu der Anlage, die unter Denkmalschutz steht.